# TBS大型時代劇スペシャル
『大型時代劇スペシャル』（おおがたじだいげきスペシャル）は、TBSテレビの時代劇テレビ映画。TBSテレビ系列で1987年（昭和62年） - 1997年（平成9年）の間、元日や改編期に放送された。それぞれの作品に映画やテレビドラマなどで活躍する俳優・監督・スタッフが結集している。『坂本龍馬』を除き、JNNニュースが放送中に差し込まれた。『大忠臣蔵』『愛と野望の独眼竜 伊達政宗』以外の各作品はDVDで販売されている。

## 歴代作品
| 作品                      | 放送日        | 主人公     | 主演     | 監督     | 制作会社   | 備考                                            |
| ------------------------- | ------------- | ---------- | -------- | -------- | ---------- | ----------------------------------------------- |
| 太閤記                    | 1987年1月1日  | 豊臣秀吉   | 柴田恭兵 | 岡本喜八 | 東映       | 「新春特別企画ドラマ」として放送                |
| 徳川家康                  | 1988年1月1日  | 徳川家康   | 松方弘樹 | 降旗康男 | 東映       | 「新春特別企画ドラマ」として放送                |
| 織田信長                  | 1989年1月1日  | 織田信長   | 渡辺謙   | 中島貞夫 | 東映       |                                                 |
| 坂本龍馬                  | 1989年3月31日 | 坂本龍馬   | 真田広之 | 中島貞夫 | 東映       | 「大型時代劇特別企画」として放送                |
| 源義経                    | 1990年1月1日  | 源義経     | 東山紀之 | 舛田利雄 | 東映       |                                                 |
| 武田信玄                  | 1991年1月1日  | 武田信玄   | 役所広司 | 中島貞夫 | 東映       |                                                 |
| 平清盛                    | 1992年1月1日  | 平清盛     | 松平健   | 工藤栄一 | 東映       |                                                 |
| 天下を獲った男 豊臣秀吉   | 1993年1月1日  | 豊臣秀吉   | 柳葉敏郎 | 中島貞夫 | 東映       |                                                 |
| 大忠臣蔵                  | 1994年1月1日  | 大石内蔵助 | 松方弘樹 | 舛田利雄 | 東映       |                                                 |
| 愛と野望の独眼竜 伊達政宗 | 1995年1月1日  | 伊達政宗   | 柴田恭兵 | 降旗康男 | 東映       |                                                 |
| 竜馬がゆく                | 1997年1月1日  | 坂本龍馬   | 上川隆也 | 脇田時三 | テレパック | 「元日特別企画 司馬遼太郎源作ドラマ」として放送 |

## スポンサー
- 大幸薬品
- 日本ペイント
- 大和證券
- 積水化学
- 武田薬品工業

他、曜日配列による通常レギュラー枠のスポンサー一部

## 制作経緯
東映のプロデューサー・日下部五朗が映画『道』を製作している頃、TBSから「正月の5時間ドラマを作ってくれないか」という要請があった。TBSはそれまでも正月に沢田研二主演で『源氏物語』などを放映していたが、文句なしの成功を収めるには至っておらず、東映のヒットメーカーである日下部に白羽の矢を立てたようだった。日下部はテレビドラマでの仕事と聞き、乗り気ではなかったが、『道』の監督・蔵原惟繕（特に1970年代に多数のテレビドラマ演出を経験していた）から「五朗ちゃん、テレビもね、やりようによっては面白いよ」と背中を押され、決意した。赤坂でTBS側と会食し、「3億円で5時間の時代劇ドラマを作ってくれ」と具体的な条件提示の上で正式に頼まれた。当時の東映はテレビ時代劇を1時間1,500万から2,000万で請け負っていたため、通常の3倍でのオファーとなり、日下部はその場で「僕は東映でも好き勝手に作っていますから、テレビでも同じようにやります。題材も監督・配役もTBSは企画に一切口を出さない、その条件でいいですか?」と伝え、磯崎洋三TBS編成局長から承諾を得た。日下部は東映の社員プロデューサーであったが、実質上、当時の東映は岡田茂東映社長の独裁国家で、岡田社長の諒解さえ取れば、どんな作品であろうと営業も宣伝も文句を一切言わない、好き勝手に作れる、というのが日下部の局側への問いの意味だった。何度も岡田に企画を潰されてきた日下部であり、TBSでの仕事についても岡田の説得は難儀だったが、局幹部からの直々の要請となると、岡田といえども諒解せざるをえなかったという。日下部は岡本喜八作品のファンで、予て岡本と組んでみたいと要望してきたが、岡田は岡本が好きでなく、何度岡本監督の起用を頼んでも「あかん！八の字がつく奴は使わん！」など、到底筋の通らない理由を持ち出しては蹴られ続けてきており、ようやく岡田が介入できない状況が生まれ、念願の岡本監督と仕事が出来た。1987年の第一回『太閤記』以降、東映が製作した1995年の『愛と野望の独眼竜 伊達政宗』まで、全て日下部のプロデュース。このため監督・脚本陣・俳優陣まで東映色の強い構成で、その上でテレビらしく旬の若手俳優やアイドルを入れた配役となっていた。